# جاكوب ريس
جاكوب ريس (بالإنجليزية: Jacob August Riis)‏ هو مصلح اجتماعي أمريكي من أصل دنماركي (3 مايو 1849م - 26 مايو 1914م)، اشتهر بتكريس مهارته الصحفية في التصوير وكتابة المقالات في إصلاح الأوضاع الاجتماعية للفئات البائسة التي كانت تعيش في الفقر المدقع في نيويورك القرن التاسع عشر.
في عام 1870م هاجر ريس إلى الولايات المتحدة وحطت به الرحال في مدينة نيويورك التي كانت حينها أسرع مدينة في العالم نموا في السكان بسبب الهجرات البشرية التي تصب فيها من كل مكان. كانت مانهاتن إحدى ازحم الأمكنة في العالم حيث بلغت كثافتها في ثمانينات القرن التاسع عشر أن يقطن 334 ألف إنسان في ميل مربع واحد هو الجانب الشرقي السفلي من مانهاتن. كان الوضع مأساويا للغاية، حيث ينحشر السكان في تلك المساكن الضيقة والقذرة المليئة بالأمراض، كان كل 10 إلى 15 شخص يسكنون في غرفة واحدة. وكان طبقة الأثرياء والميسورين لا تعلم عنهم شيئا ولاتهتم بهم أصلا.
التحق ريس بصحيفة نيويورك تريبيون الذي عمل فيها كمراسل في الشرطة، حيث مكنه عمله من الذهاب مع قوات الشرطة في حملات المداهمة التي تشنها في الأحياء الفقيرة في الجانب الشرقي السفلي من مانهاتن حيث كانت تداهم أوكار العصابات وبيوت الدعارة وصالات القمار. وهناك صدم ريس مما رأى من بؤس وفقر وجهل وأدرك مدى الظلم الفادح التي تعانيه تلك الفئات المطحونة التي لا يدري عنها المجتمع ولا يأبه بها.

## أسلوبه الصحفي
طور ريس أسلوبا ميلودراميا مقتضبا في الكتابة جعل له مصداقية كبيرة في حقل الإصلاح الاجتماعي الوليد آنذاك. حاول ريس مرارا أن يستعين بوسيلة تنقل صورة ما يكتب عنه بشكل أفضل مما تنقله كلماته التي يكتبها فجرب الرسم بيديه ولكنه لم يكن مؤهلا لعمل ذلك. كانت عدسات التصوير في ذلك الوقت بطيئة ولا توجد أفلام حساسة للضوء بما فيه الكفاية للتصوير داخل تلك المساكن المظلمة. ولكن في بدايات عام 1887 قرأ ريس عن اختراع ألماني يجعل من التصوير في الظلام ممكنا، انه (الفلاش). بدأ ريس في استخدام الاختراع الجديد وأصبحت مقالاته التي يصف فيها الأحياء البائسة والأطفال المشردين والغرف المكتظة بالساكنين واقعا مرئيا للألوف من سكان نيويورك الميسورين وللمسؤولين الحكوميين. في عدد الكريسماس لعام 1889 من مجلة (سكرايبنر) ظهرت مقالة لريس بعنوان (كيف يعيش النصف الآخر How The Other Half Lives) في 18 صفحة متضمنة 19 صورة التقطها ريس بنفسه في أحياء البؤس في نيويورك. هذه المقالة تحولت إلى كتاب طبعه عام 1890 بنفس العنوان. أحدث هذا الكتاب صدمة عميقة في مجتمع نيويورك وخصوصا الطبقة المخملية التي كانت تعيش في أحياء الرقي والأناقة مثل بارك افينيو وماديسون افينيو.

## تأثيره
احدثت مقالات ريس اثرا كبير في المجتمع النيويوركي وقد تفاعلت نساء المسؤولين بالذات مع هذا الموضوع مما دعا الكثيرات منهن للانخراط في تكوين جمعيات خيرية لمساعدة هؤلاء الأقل حظا في الحياة، أصبحت المطالبة بفرض قوانين للسكن وبناء المساكن الصحية التي تتوفر فيها أسباب السلامة ضرورة ملحة، الزوجات ضغطن على أزواجهن المسؤولين في تمرير القوانين لصالح الفقراء، أصبحت التشريعات تخرج كل فترة لتعالج مشاكل الفقر والأمن الاجتماعي والرعاية الصحية ومواصفات المباني والأحياء والشوارع ورعاية أطفال الشوارع.
إن المساهمة الكبيرة التي سهم فيها جاكوب ريس هي السعي للتغيير الاجتماعي من خلال مخاطبة الضمير الإنساني الحي والإيمان بأصالة الخير في النفس البشرية. كانت الصورة أكبر المساهمين في إحداث الوعي والمسؤولية الاجتماعية في ضمائر الناس. لم يعرف عن ريس انه كان يكره الأغنياء والميسورين كما انه لم يشكك أحد في مصداقية اهتمامه لمعانة البشر الذين كان أغلبهم من المهاجرين الجدد. لم ينضم ريس لأي حزب سياسي في حياته، كان يعمل دوما بشكل مستقل. كسب احترام الجميع وأصبح صديقا للكثير من المسؤولين النافذين الذي أعجبوا بإصراره ونزاهته.
إن قوة الصورة المعبرة وحدها يمكن أن تحدث أكبر الأثر وتلمس أعماق الروح البشرية. إن الكائن البشري دائما ما يميل إلى نسيان معاناة الآخرين والتفكير في نفسه وكيفية الحصول على الأشياء الجميلة والانغماس في الشهوات اليومية للحياة، خصوصا في المجتمعات الصناعية الحديثة. يميل الإنسان كذلك إلى واحدة من اخطر الممارسات الفكرية التي يمارسها الإنسان تجاه أخوه الإنسان، ألا وهي لوم الآخرين على ما هم فيه من بؤس وشقاء وأنهم وحدهم هم الملومين على ما وصلوا إليه من انحدار اقتصادي وثقافي وأنهم بلا إرادة وبلا عزيمة، قد يكون هذا كله صحيحا ولكن هذا كله لا يساوي حجم القسوة والألم والمأساة التي يسببها الإنسان لأخيه الإنسان فقط عن طريق عدم الاكتراث والتجاهل. هذه اللامبالاة تصنع كل يوم قنابل اجتماعية موقوتة سوف تدمر سلامة النسيج الاجتماعي وتهدد أمنه ورفاهيته. وهذا ما كان ما يحصل في نيويورك في تلك المدينة العاصمة، عاصمة المال والسلطة، العاصمة التي لا تنام، العاصمة التي لاترحم الفقراء. كنت نيويورك تنتج أكبر عدد من المجرمين والعصابات المنظمة في أمريكا. كان ريس يرى انه للقضاء على تلك العصابات فلا بد من القضاء على الفقر والتخفيف من آثاره المدمرة بدلا من بناء السجون تلو السجون والإبقاء على رأس المشكلة.
في علم 1901م ألف جاكوب ريس كتابه التي يروي فيه سيرته الذاتية (The Making of an American)، وفي عام 1905م توفيت زوجته إليزابيث، تزوج ريس للمرة الثانية من ماري عام 1907م وانتقل معها إلى مزرعتة في ولاية ماساتشوستس حيث قضى فيها بقية أيامه إلى أن توفي هناك في 26 مايو 1914م.

## وصلات خارجية
- جاكوب ريس على موقع الموسوعة البريطانية (الإنجليزية)
- جاكوب ريس على موقع الموسوعة البريطانية (الإنجليزية)
- جاكوب ريس على موقع إن إن دي بي (الإنجليزية)

مجموعة من صور جاكوب ريس.
رابط أمازون لكتابه: The Making of an American
رابط لمقالته: How the Other Half Lives